# Рикардо, Бенни
Бенито Консепсьон Рикардо (исп. Benito Concepcion Ricardo, 4 января 1954, Асунсьон) — парагвайский футболист. Выступал на позиции кикера в различных клубах НФЛ с 1976 по 1984 год. Первый парагвайский игрок в истории лиги. После завершения карьеры работал комментатором, выступал в жанре стендап.

## Биография
Бенито Рикардо родился 4 января 1954 года в Асунсьоне. Школу он окончил в 1971 году в Коста-Месе в Калифорнии. В составе школьной команды Бенни выигрывал чемпионат штата по гандболу. Образование он продолжил в общественном колледже Ориндж-Кост и университете штата Калифорния в Сан-Диего.
В 1976 году Рикардо провёл две игры в составе «Баффало Биллс» и восемь за «Детройт Лайонс». Сезон 1977 года он пропустил целиком, а в следующем вернулся в «Лайонс». Чемпионат 1978 года стал для него лучшим в карьере: Бенни реализовал 20 из 28 попыток филд-гола, набрав 92 очка и став шестым в НФЛ по результативности. В 1980 году он подписал контракт с «Нью-Орлеан Сэйнтс» и отыграл за команду два сезона, во втором из которых специализировался на ударах с короткой дистанции. Сезон 1982 года он пропустил целиком, следующий провёл в составе «Миннесоты Вайкингс». Во время предсезонной подготовки летом 1984 года «Миннесота» отчислила его. В октябре Рикардо подписал контракт с «Сан-Диего Чарджерс», заменив в составе команды травмированного Рольфа Бениршке. 
После завершения футбольной карьеры Рикардо работал директором спортивных программ на радиостанции в Сан-Диего, был ведущим утреннего шоу. Он сделал успешную карьеру комментатора футбольных матчей и боксёрских поединков, ведя трансляции на английском и испанском языках, работал на двадцати Супербоулах. Среди телеканалов, с которыми он сотрудничал, ESPN, CBS, Fox и NBC. Бенни сыграл эпизодические роли в фильмах «Северный Даллас Сорок» и «Дикие коты», выступал в жанре стендап, в том числе в Белом доме для президентов Джорджа Буша и Билла Клинтона. Рикардо женат на бывшей модели журнала Playboy Моник Ноэль. Их сын Андре профессиональный музыкант, скрипач.

#### Статистика выступлений в НФЛ

##### Регулярный чемпионат
| Сезон | Команда            | Игры | Кикер | Кикер | Кикер | Кикер | Кикер | Кикер | Пантер | Пантер | Пантер |
| Сезон | Команда            | Игры | XPM   | XPA   | XP%   | FGM   | FGA   | FG%   | Punts  | Yds    | Y/A    |
| ----- | ------------------ | ---- | ----- | ----- | ----- | ----- | ----- | ----- | ------ | ------ | ------ |
| 1976  | Баффало Биллс      | 2    | 2     | 2     | 100,0 | 1     | 4     | 25,0  | —      | —      | —      |
| 1976  | Детройт Лайонс     | 8    | 19    | 21    | 90,5  | 10    | 14    | 71,4  | 1      | 16     | 16,0   |
| 1978  | Детройт Лайонс     | 16   | 32    | 33    | 97,0  | 20    | 28    | 71,4  | —      | —      | —      |
| 1979  | Детройт Лайонс     | 16   | 25    | 26    | 96,2  | 10    | 18    | 55,6  | —      | —      | —      |
| 1980  | Нью-Орлеан Сэйнтс  | 14   | 31    | 34    | 91,2  | 10    | 17    | 58,8  | —      | —      | —      |
| 1981  | Нью-Орлеан Сэйнтс  | 16   | 24    | 24    | 100,0 | 13    | 25    | 52,0  | —      | —      | —      |
| 1983  | Миннесота Вайкингс | 16   | 33    | 34    | 97,1  | 25    | 33    | 75,8  | —      | —      | —      |
| 1984  | Сан-Диего Чарджерс | 2    | 5     | 6     | 83,3  | 3     | 3     | 100,0 | —      | —      | —      |
| Всего | Всего              | 90   | 171   | 180   | 95,0  | 92    | 142   | 64,8  | 1      | 16     | 16,0   |